# 新寨乡 (五寨县)
新寨乡，是中华人民共和国山西省忻州市五寨县下辖的一个乡镇级行政单位。2021年5月，撤销新寨乡，整建制并入小河头镇。

## 行政区划
新寨乡下辖以下地区：
新寨村、官庄村、石庙村、索家沟村、殷家湾村、旧寨村、庄窝村、大刘家湾村、魏家坡村、羊道沟村、焦家窊村、新何家岭村、下白草沟村和上白草沟村。